# Sieci mykoryzowe

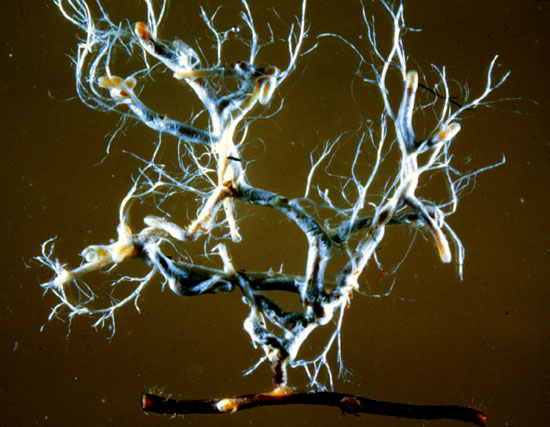
Endomykoryza pomiędzy Pseudotsuga menziesii a Cortinarius spp.

Sieci mykoryzowe (ang. mycorrhizal networks, CMN – common mycorrhizal networks) – sieć pośrednich połączeń pomiędzy roślinami z udziałem grzybów mykoryzowych. Połączenia takie występują we wszystkich ważniejszych ekosystemach lądowych. Strzępki grzybni umożliwiają wymianę szeregu substancji chemicznych pomiędzy elementami sieci. Przenoszone mogą być: związki węgla, sole mineralne, woda, substancje sygnałowe oraz allelopatiny. Sieci mykoryzowe łączą rośliny autotroficzne, myko-heterotrofy oraz częściowe myko-heterotrofy. Połączenie różnorodnych organizmów przez strzępki grzybów ułatwia im przetrwanie i wzrost, zapewniając różnorodnej gatunkowo grupie wspólną stabilność w zmieniających się warunkach środowiska. Około 75% badanych gatunków roślin korzysta z sieci mykoryzowych.

## Substancje przenoszone w sieci mykoryzowej
Liczne badania wykazały możliwość transportowania pomiędzy roślinami przez sieci mykoryzowe związków węgla, fosforu, azotu, wody, związków chemicznych zapewniających obronę i allelopatin. Sieci mykoryzowe umożliwiają transport substancji mineralnych z miejsc zasobnych do roślin rosnących w mniej korzystnych warunkach. Zarazem możliwe jest przeniesienie związków węgla z roślin rosnących w warunkach dobrego oświetlenia do roślin zacienionych. Do odwzorowania procesów zachodzących z udziałem strzępek grzybów przydatny jest model donor-akceptor (ang. model source-sink). Dobrze rozwinięta sieć zwiększa prawdopodobieństwo zakażenia grzybem mykoryzowym kolejnych roślin. Wykazano także zwiększony sukces reprodukcyjny roślin uczestniczących w wymianie substancji w sieciach mykoryzowych.

## Rodzaje sieci mykoryzowych

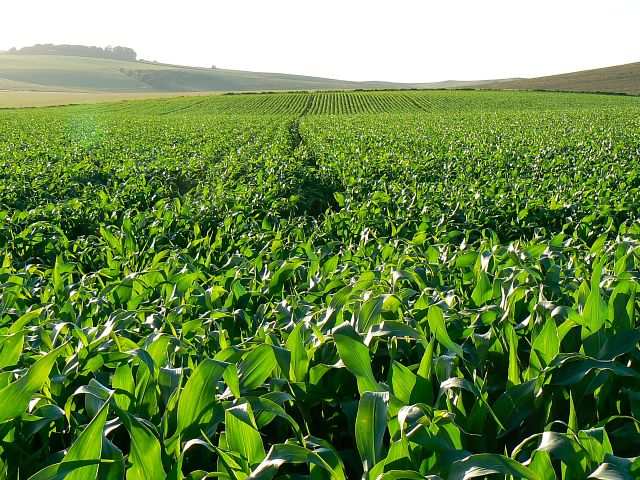
Sieci mykoryzowe arbuskularne łączą rośliny ekosystemów trawiastych w tym agroekosystemy zbóż

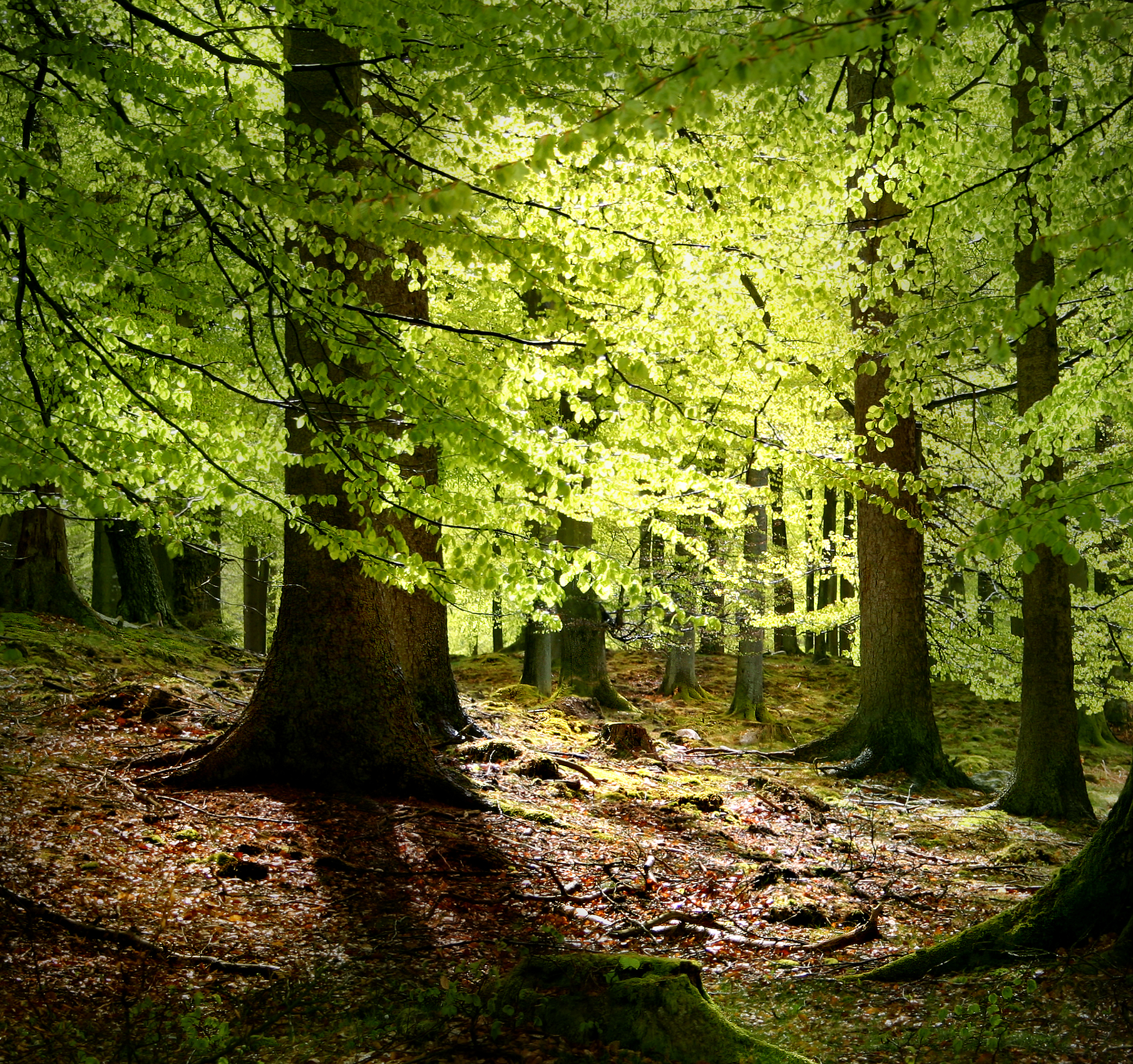
Sieci ektomykoryzowe są charakterystyczne dla lasów strefy umiarkowanej

Sieci mykoryzowe mogą powstawać w wyniku mykoryzy arbuskularnej oraz ektomykoryzy. Sieci mykoryzowe arbuskularne tworzone są głównie z udziałem grzybów z gromady Glomeromycota. Tego rodzaju połączenia mykoryzowe są dominującym typem współpracy grzybów i roślin. Dotychczas poznano około 150–200 gatunków grzybów tworzących ten typ mykoryzy, jednak może ich być znacznie więcej. Charakterystyczną cechą tej mykoryzy jest niska specyficzność wobec gospodarza, chociaż zwykle gatunki grzybów mają określone preferencje względem gatunku rośliny. Sieci oparte na ektomykoryzie składają się z roślin tworzących mykoryzę ze ściśle określonymi gatunkami grzybów. Znanych jest około 10 tys. gatunków grzybów wchodzących w tego rodzaju relacje z roślinami. Gatunki te należą do wielu grup systematycznych. Sieci ektomykoryzowe dominują w lasach strefy umiarkowanej oraz lasach borealnych, obejmując raczej konkretne gatunki.

## Korzyści z powstania sieci
Efektem wykształcenia sieci mykoryzowych może być transfer substancji pomiędzy miejscami o różnej ich dostępności. Umożliwia to kolonizację powierzchni, na których jeden ze składników, występujący w niedostatecznej ilości, ograniczałby wzrost roślin. Korzyści rozpatrywane są także w zakresie zwiększenia możliwości rozwoju roślin i grzybów mykoryzowych. Wzrost liczebności roślin pozwala rozwijać się grzybom, i odwrotnie. Doświadczenia wskazują na znaczący wpływ sieci ektomykoryzowych na rozwój siewek drzew iglastych.
Przepływ węgla organicznego między roślinami a ich partnerem grzybowym podlega kontroli. Rośliny mają możliwość ograniczenia przepływu węglowodanów tak, aby uniknąć pasożytnictwa grzybów. Kontrola może polegać także na nietworzeniu połączeń z grzybami w warunkach dobrego zaopatrzenia w składniki mineralne. Z kolei w warunkach niedoboru substancji mineralnych rośliny zwiększają ilości wydzielanych do gleby strigolaktonów – substancji stymulujących rozwój grzybów mykoryzowych. Postuluje się, że współpraca mykoryzowa jest promowana, gdy u partnerów występują nadwyżki zasobów. Z tego względu sieci mykoryzowe mogą być rozpatrywane jako platforma handlowa, w której wielu partnerów dokonuje inwestycji, jednak nie są one jednakowo opłacalne dla wszystkich. Badania sieci, w których len i sorgo połączone były komponentem grzybowym w postaci Glomus mosseae lub G. intraradices pokazały, że inwestycji w postaci związków organicznych dokonują głównie rośliny sorga (70% związków organicznych w sieci z udziałem G. intraradices i 71% w sieci z G. mosseae). Korzyści w postaci związków azotu i fosforu odnosiły w sieci z G. intraradices głównie rośliny lnu (98% P 80% N), a w sieci z G. mosseae korzyści dzielone były stosunkowo równo (48% P i 52% N dla lnu, 52% P i 48% N dla sorga). Sieci mykoryzowe nie są więc formą „systemu socjalistycznego”, w którym bogactwa są dzielone „po równo”, lecz przypominają „system kapitalistyczny”, w którym każdy organizm stara się osiągnąć maksymalny zysk.
Poza możliwością przekazywania substancji pokarmowych ważnym efektem istnienia sieci mykoryzowych jest wspólna obrona przed roślinożercami. W doświadczeniach laboratoryjnych wykazano, że zgryzanie przez gąsienice Spodoptera litura liści pomidora indukowało reakcje obronne u sąsiadujących roślin połączonych strzępkami Funneliformis mosseae. Substancją sygnałową przenoszoną przez grzyba był prawdopodobnie kwas jasmonowy. Stałe wytwarzanie substancji obronnych jest kosztowne, dlatego synteza wielu z nich jest indukowana uszkodzeniami powstającymi podczas ataku. Przekazanie sygnału pozwala uruchomić reakcje obronne bez ponoszenia strat przez każdą z roślin.
Około 10–15% gatunków roślin naczyniowych nie wchodzi w interakcje z grzybami mykoryzowymi. Jednym z takich gatunków jest Arabidopsis thaliana wykorzystywany jako roślina modelowa.

## Sieci mykoryzowe a myko-heterotrofy

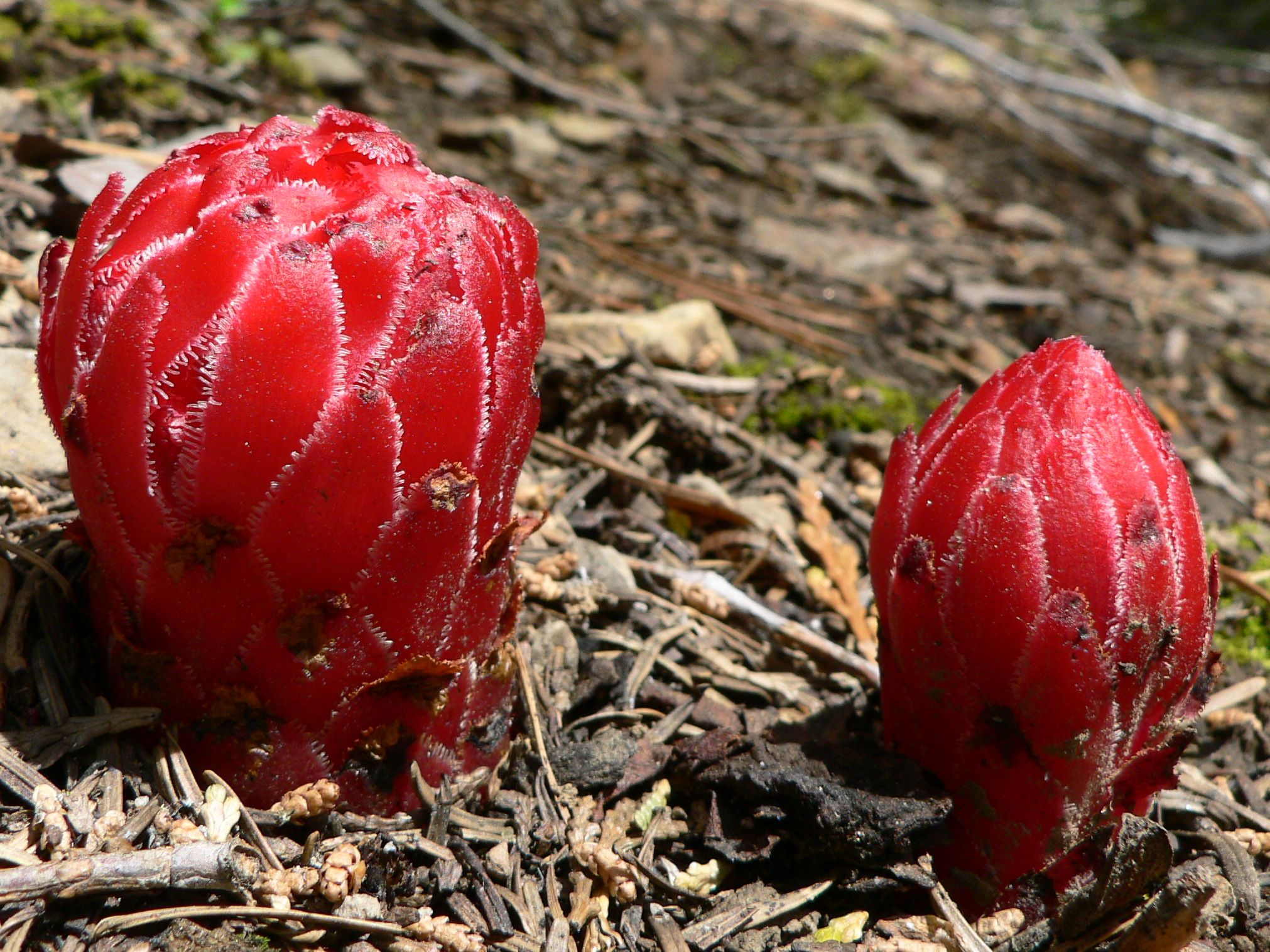
Sarcodes sanguinea tworzący sieć z Abies magnifica nie przeprowadza fotosyntezy

Znanych jest około 400 gatunków roślin zdolnych do pobierania związków organicznych z grzybów. U niektórych z tych roślin zaobserwowano miksotrofię, pobieranie związków organicznych z grzybów lub przeprowadzanie fotosyntezy, w zależności od dostępu do światła. Badania na myko-heterotrofach, grzybach mykoryzowych oraz roślinach zielonych tworzących sieci mykoryzowe w lasach tropikalnych wykazują, że węgiel i azot u wszystkich trzech grup organizmów pochodzą z tych samych źródeł, zawartość azotu jest jednak wyższa w grzybach niż w roślinach. Bez wątpienia pozbawione chlorofilu myko-heterotrofy korzystają z węgla organicznego dostarczonego przez grzyby mykoryzowe. Ze względu na istnienie sieci mykoryzowych związki organiczne mogą pochodzić od innych roślin połączonych z grzybami. Ekologiczna rola myko-heterotrofów jako pasożytów nie jest jednak oczywista. Stwierdzono, że Sarcodes sanguinea otrzymuje związki organiczne od Rhizopogon ellenae, pozostającego jednocześnie w mykoryzie z Abies magnifica, zarazem w pobliżu miejsc, gdzie rośnie S. sanguinea korzenie A. magnifica były lepiej rozwinięte. Także liczebność R. ellenae maleje wraz ze wzrostem odległości od S. sanguinea. Nie jest jasne, czy myko-heterotrof stymuluje wzrost swojego pośredniego żywiciela, czy też relacja ma charakter mutualistyczny.

## Rola sieci mykoryzowych w ekosystemach
Połączenie siecią mykoryzową może powodować dodatnie sprzężenie zwrotne pomiędzy osobnikami dorosłymi a siewkami roślin jednego gatunku i w efekcie prowadzić do dominacji tego gatunku w ekosystemie. Wykazano, że możliwe jest uzyskanie przewagi prowadzącej do dominacji jednego gatunku drzewa w drzewostanie. W przypadku Dicymbe corymbosa, drzewa występującego w Gujanie, gdy sadzonki mają dostęp do sieci mykoryzowej charakteryzują się wyższą przeżywalnością, zwiększoną liczbą liści oraz są wyższe niż sadzonki bez dostępu do sieci. Wśród przebadanych gatunków u 48% z nich siewki uzyskiwały korzyści z istnienia sieci mykoryzowych. Dla 27% istnienie sieci było neutralne, a u 25% obserwowano negatywne skutki przyłączenia. Siewki odnoszą korzyści głównie w sieciach ektomykoryzowych (75% badanych gatunków), które są bardziej specyficzne gatunkowo. W sieciach mykoryzowych arbuskularnych tylko siewki 42% gatunków uzyskiwały korzyści.
Dysproporcje między ilością inwestowanych związków organicznych a otrzymywanych od komponentu grzybowego związków mineralnych mogą być wykorzystane w agroekosystemach do zwiększenia plonu gatunku odnoszącego większe korzyści z istnienia sieci mykoryzowej.